# (3827) Zdenekhorsky
(3827) Zdenekhorsky es un asteroide perteneciente al cinturón de asteroides, descubierto el 3 de noviembre de 1986 por Antonín Mrkos desde el Observatorio Kleť, České Budějovice, República Checa.

## Designación y nombre
Designado provisionalmente como 1986 VU. Fue nombrado Zdenekhorsky en honor al astrónomo e historiador checo Zdeněk Horský.